# Protectorat de Swazilàndia

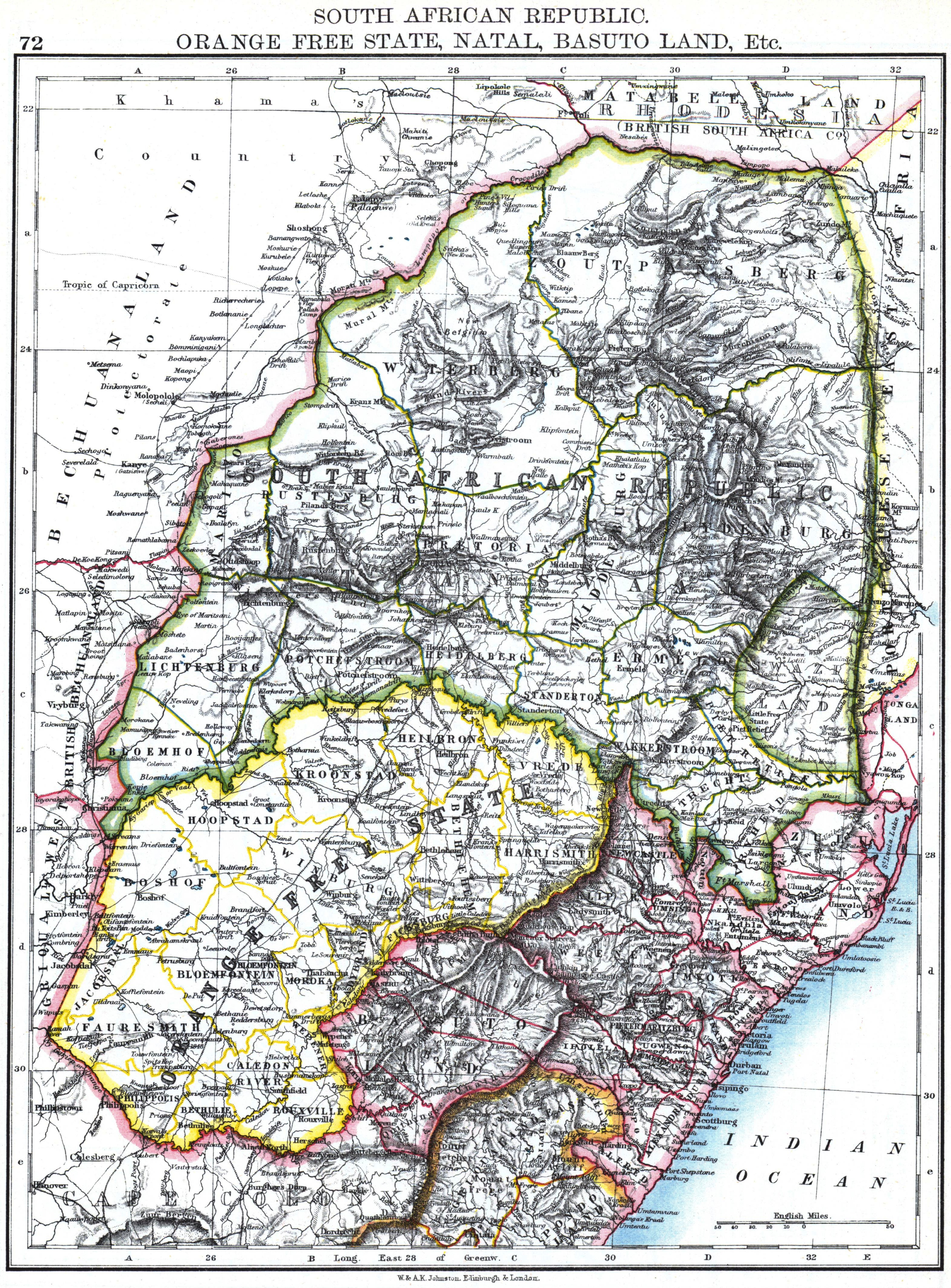
Mapa el 1896

El protectorat de Swazilàndia, o simplement Swazilàndia, fou un estat protegit primer per la república de Sud-àfrica (Transvaal) i Gran Bretanya del 1890 al 1895, després per la república de Sud-àfrica (Transvaal) del 1895 a 1903, i finalment per la Gran Bretanya de 1903 a 1968. En aquesta darrera etapa va ser formalment un protectorat, ratificat el 1906, però administrat com una colònia amb especificitats, o com una colònia de la corona fins al 1967, quan va arribar a l'estatus de protectorat amb autonomia. Abans de 1890 fou un regne independent, condició que va recuperar el 1968, conegut com a Regne de Suazilàndia. Actualment es coneix com a Eswatini.

## Població i economia
La població el 1921 era de 112.838 habitants (2235 europeus). El 1925 les principals explotacions mineres eren l'estany (per valor de 67722 lliures) i l'or. Hi havia 150000 de bestiar boví, 200000 de bestiar de llana, 9500 porcs i 1000 cavalls. A més des de Transvaal es portaven cada any 350.000 moltons a pasturar.
El 1926 el bestiar boví era de 300.000 caps, 932 cavalls, 4894 ases, 444 mules, 10.000 porcs i 325.000 caps de bestiar de llana i moltons. L'or es va deixar d'explotar aquell any degut a la petita quantitat extreta, però prop de Mbabane es va començar a treure cassiterita (189 tones).
Al cens de 1956 la població era de 237.041 habitants indígenes (5219 europeus i 1378 mestissos). A Mbabane es comptaven 1.200 europeus. La principal exportació fou l'asbest del que van sortir 24.806 tones. També destaquen la cassiterita, la barita, el beril, l'estany. Les carreteres mesuraven 1810 km (110 km la xarxa principal). Les exportacions el 1959 foren de 4383528. Els ingressos de l'1 d'abril de 1958 a 31 de març de 1959 foren de 1325675 lliures i les despeses de 1413686 lliures; a la següent anualitat 1453340 d'ingressos i 1629715 de despeses. Hi havia 318 escoles (31383 alumnes), 9 altres escoles per europeus (1289 alumnes) i 5 altres per mestissos (585 alumnes).

## Història
En el marc de la disputa per Àfrica, i entre els britànics i bòers, el 1881 el govern britànic va signar una convenció que reconeixia la independència de Swazilàndia. Aquesta independència també va ser reconeguda en la Convenció de 27 de febrer de 1884 tant pel Regne Unit com per la república de Sud-àfrica (Transvaal). El 7 d'octubre de 1889 va morir el rei Mbandzeni (Dlamini IV) i la reina Tibati Nkambule va ocupar la regència (fins al 19 de febrer de 1895) pel fill Ngwane V (Bhunu). A causa dels drets de la terra i els minerals i altres concessions, que eren controvertides, es va signar la convenció tripartida de 1890 que establia que els ciutadans de Swazilàndia tindrien una administració triumviral en 1890, amb el rei com autònom en els afers indígenes, però els blancs estarien subjectes a una comissió mixta bòer-britànica que decidiria sobre els afers litigiosos sobre la base del dret comú holandès. El rei de Swazilàndia havia fet poc abans un cessió de territori destinada a posar en comunicació la república de Sud-àfrica amb l'oceà, format per una franja de 4.800 metres d'ample entre la badia de Kochi, a Tongaland i la república, creuant tot el país swazi, i destinada a una via de ferrocarril; la cessió fou en plena sobirania i fou reconeguda per la Gran Bretanya.
Dos dies després d'agafar el poder el rei Ngwane V, el 21 de febrer de 1895, es va signar un conveni pel qual el regne quedava sota protectorat de la república de Sud-àfrica (Transvaal) però no fou incorporat. Ngwane V va morir el 10 de desembre de 1899 i el va succeir la reina Labotsibeni Mduli com a regent. Ja havia esclatat la Segona Guerra Boer a l'octubre a 1899, però de moment la situació no va canviar si bé Swazilàndia es va veure indirectament involucrada en la guerra amb diverses escaramusses entre els anglesos i els bòers que van tenir com a teatre el país, fins al 1902; la derrota final bòer va suposar la conversió del Transvaal en colònia britànica, adquirint la Gran Bretanya els seus drets, com el territori del ferrocarril que creuava el país, o el protectorat sobre Swazilàndia (7 d'agost de 1903). De moment alguns serveis, com per exemple el correu, van anar a càrrec de la colònia del Cap, fins que el 1906 es va concedir autogovern al Transvaal. Una proclamació va confirmar el protectorat britànic el 1906, però de facto fou administrat com una colònia; les terres del país fou dividit en zones europea i reserves natives per a no europeus, sent la primera de dos terços del total de la terra.
La coronació oficial de Sobhuza II, el fill i hereu de Ngwane V, va ser el 22 de desembre de 1921 cessant la regència de Labotsibeni. Després d'això es va dirigir una diputació al Consell Privat de Londres el 1922 pel que fa a la qüestió de la terra, que no va tenir èxit (fou fallada en contra el 1926). El 1924 el general Herzog va proposar la incorporació del territori a la Unió Sudafricana, trobant forta oposició dels caps swazis. El 15 d'abril de 1926 el seu estatus fou definit com a "protectorat el qual s'aproxima en estatus constitucional a una colònia de la corona", i el 1935 era definit simplement com a colònia de la corona però romania de fet el protectorat.
En el període entre 1923 i 1963, Sobhuza va establir la Swazi Commercial Amadoda que va concedir llicències a les petites empreses en les reserves de Swazilàndia i també va establir l'Escola Nacional de Swazilàndia per contrarestar el domini de les missions en l'educació. La seva estatura política va créixer amb el temps i la reialesa de Swazilàndia va aconseguir resistir el poder de l'administració britànica i la incorporació de Swazilàndia a la Unió Sudafricana, proposada en alguns moments.
La nova Constitució de Swazilàndia va ser promulgada pel Regne Unit al novembre de 1963 en els termes dels quals es van establir els consells legislatius i executius. Aquest desenvolupament va tenir l'oposició del Consell Nacional de Swazilàndia (Liqoqo). Malgrat aquesta oposició, les eleccions es van dur a terme i el primer Consell Legislatiu de Swazilàndia es va constituir el 9 de setembre de 1964. Els canvis en la constitució original proposat pel Consell Legislatiu van ser acceptats per Gran Bretanya i una nova Constitució que preveia una Cambra de l'Assemblea i el Senat es va elaborar. Eleccions sota aquesta constitució es van dur a terme en 1967.